# Школхе
Школхе — хутор в Шаройском районе Чеченской Республики.

## География
Расположен на левом берегу реки Кенхи.
Ближайшие сёла: на северо-востоке — Кенхи и Кабардатлы, на северо-западе — Рахулахле, Гайдхе и Кататлы, на юге — Анны, на юго-востоке — Етмуткатлы и Бицухе.

## История
Школхе возник как отселок в месте выпаса скота. В Школхе проживают чамалалы.